# Przepływ sterowania
W informatyce przepływ sterowania oznacza  zbiór instrukcji i wyrażeń uporządkowanych w kolejności wykonania. W języku programowania instrukcja przepływu sterowania może zmienić przepływ sterowania tak, aby wyrażenia wykonywane były w innej kolejności, niż ta, w jakiej są wypisane w kodzie źródłowym. Pojęcie przepływu danych jest prawie zawsze ograniczane do pojedynczego wątku aplikacji, ponieważ dotyczy ono wykonywania instrukcji po jednej naraz.
Rodzaje instrukcji przepływu sterowania różnią się w zależności od języka, ale mimo to mogą być pogrupowane ze względu na efekt, jaki powodują:
- Kontynuacja od innego punktu programu (skok)
- Warunkowe wykonanie grupy wyrażeń (wybór)
- Powtarzanie wykonywania grupy wyrażeń (pętla, odpowiednik skoku do wcześniejszego miejsca w kodzie).
- Wykonywanie grupy odległych wyrażeń, po których sterowanie powraca do miejsca wywołania (podprogram, procedura).
- Zupełne przerwanie wykonywania programu.

Przerwanie to kolejny mechanizm zmieniający przepływ sterowania do określonego podprogramu, lecz dzieje się to w odpowiedzi na sygnały lub zdarzenia zewnętrzne, a nie na stan samej aplikacji. Samomodyfikowanie kodu źródłowego może być również użyte do zmiany przepływu sterowania, lecz przeważnie nie wiąże się ono z wykonaniem żadnej konkretnej instrukcji przepływu sterowania (wyjątek to ALTER w COBOLu).
Na najniższym poziomie języka maszynowego lub asemblera, zmianę przepływu sterowania realizuje się poprzez ingerowanie w licznik programu. W wielu procesorach jedynymi dostępnymi instrukcjami zmiany przepływu są skoki warunkowe i bezwarunkowe. Kompilatory języków wysokopoziomowych muszą zatem przetłumaczyć wszystkie istniejące w nich instrukcje, wykorzystując wyłącznie ten ograniczony i uproszczony zestaw, nie zniekształcając przy tym zapisanego za ich pomocą algorytmu.